# 2-idrossipiridina 5-monoossigenasi
La 2-idrossipiridina 5-monoossigenasi è un enzima appartenente alla classe delle ossidoreduttasi, che catalizza la seguente reazione:
2-idrossipiridina + AH2 + O2 ⇄ 2,5-diidrossipiridina + A + H2O
L'enzima ossida anche la 2,5-diidrossipiridina, ma non agisce sulla 3-idrossipiridina, 4-idrossipiridina o sulla 2,6-diidrossipiridina.